# Trường Đại học Văn Hiến
Đại học Văn Hiến là một đại học tư thục tại Việt Nam, được thành lập theo quyết định số 517/QĐ-TTg ngày 11/7/1997 và quyết định 58/QĐ-TTg của Thủ tướng Chính phủ.

## Chủ sở hữu
Trường hiện thuộc sở hữu của HungHau Holdings được Ông Trần Văn Hậu, là Cựu Sinh viên Trường Đại học Văn Hiến sáng lập.

## Giảng viên
- Giảng Viên của Trường ĐH Văn Hiến hiện nay gồm 60 GS, PGS và hơn 500 TS, ThS là Giảng viên cơ hữu hoặc Công tác dài hạn.
- Bên cạnh đó, một số giảng viên hiện nay là những lãnh đạo; giám đốc thuộc HungHau Holdings và cựu sinh viên của Trường.

## Tổng quan
Trường Đại học Văn Hiến được thành lập theo quyết định số 517/QĐ-TTg ngày 11/7/1997 của Thủ tướng Chính phủ và quyết định số 58/QĐ-TTg của Thủ tướng Chính phủ.
Hơn 25 năm tham gia hoạt động đào tạo. Trường Đại học Văn Hiến đã và đang đào tạo hơn 45.000 sinh viên và học viên.

## Hội đồng Trường
- Ông Trần Văn Hậu - Chủ tịch Hội đồng Trường;
- Bà Nguyễn Thị Thanh Tâm - Phó Chủ tịch Thường trực Hội đồng Trường;
- Bà Phạm Thị Minh Nguyệt - Phó Chủ tịch Hội đồng Trường;
- Ông Trần Thanh Hương - Phó Chủ tịch Hội đồng Trường;
- Ông Trần Văn Thiện - Phó Chủ tịch Hội đồng Trường;
- Ông Vũ Quang Chính - Thành viên Hội đồng Trường;
- Ông Nguyễn Minh Đức - Thành viên Hội đồng Trường;
- Ông Trần Anh Dũng - Thành viên Hội đồng Trường;
- Ông Trần Minh Hậu - Thành viên Hội đồng Trường;
- Bà Phạm Nguyễn Bạch Huệ - Thành viên Hội đồng Trường;
- Ông Võ Minh Khang - Thành viên Hội đồng Trường;
- Ông Nguyễn Tấn Phúc - Thành viên Hội đồng Trường;
- Ông Từ Thanh Phụng - Thành viên Hội đồng Trường;
- Bà Lê Thị Thuỳ Phương - Thành viên Hội đồng Trường;
- Bà Huỳnh Thanh - Thành viên Hội đồng Trường.

## Ban giám hiệu
Hiệu trưởng:
- PGS.TS Nguyễn Minh Đức

Phó Chủ tịch Điều hành:
- Bà Phạm Thị Minh Nguyệt

Giám đốc Điều hành Thường trực:
- Ông Trần Minh Hậu

Phó Hiệu trưởng Thường trực:
- TS. Trần Anh Dũng

Giám đốc Điều hành:
- Bà Trần Thị Phương Thảo

Giám đốc Điều hành:
- Ông Đặng Thanh Vũ

Hiệu trưởng qua các thời kì:
- GS. Nguyễn Lộc (2000-2002);
- GS.TS. Nguyễn Thành Xương (2002 - 2006);
- PGS.TS. Nguyễn Mộng Hùng (2006 - 01/2013);
- PGS.TS. Trần Văn Thiện (01/2013 - 06/2020).
- TS. Từ Minh Thiện (07/2020 - 09/2022)

## Phòng, Trung tâm
- Phòng Hành chính Nhân sự.
- Phòng Quản lý đào tạo.
- Phòng Tài chính - Kế toán.
- Phòng Quản lý Khoa học và Hợp tác quốc tế.
- Phòng Quản trị cơ sở vật chât.
- Tạp chí Khoa học.
- Trung tâm Tuyển sinh & Truyền thông.
- Trung tâm Học liệu.
- Trung tâm Chăm sóc Người học.
- Trung tâm Phục vụ Cộng đồng.
- Trung tâm Đào tạo Thể thao số
- Trung tâm Khảo thí và Đảm bảo chất lượng.
- Trung tâm Hợp tác Doanh nghiệp.

## Khoa, Trung tâm đào tạo
- Khoa Kế toán - Tài chính.
- Khoa Xã hội - Truyền thông.
- Khoa Kỹ thuật Công nghệ.
- Khoa Du lịch.
- Khoa Ngoại ngữ.
- Khoa Đông Phương học.
- Khoa Nghệ thuật.
- Khoa Kinh tế - Quản trị.
- Khoa Công nghệ Thông tin.
- Phân hiệu tại thành phố Huế
- Trung tâm Ngoại ngữ.
- Trung tâm Tin học.
- Viện Sau đại học và Đào tạo quốc tế.
- Viện Doanh trí Văn Hiến.

## Ngành đào tạo
Trường Đại học Văn Hiến đào tạo từ Đại học hệ chính quy, Cao học và sau Đại học
Nhà trường hiện tại đào tạo 39 ngành thuộc 11 lĩnh vực chính như:
- Kinh tế.
- Quản trị.
- Kỹ thuật.
- Công nghệ thông tin.
- Công nghệ sinh học.
- Chăm sóc sức khỏe.
- Du lịch.
- Khoa học xã hội & Nhân văn.
- Ngôn ngữ nước ngoài.
- Nghệ thuật.
- Các Viện nghiên cứu.

## Thành tích
- Bằng khen của Thủ tướng chính phủ;
- Bằng khen của Bộ Giáo dục và Đào Tạo;
- Bằng khen của Bộ Y tế;
- Cờ thi đua của Bộ Giáo dục;
- Bằng khen của Ủy ban nhân dân Thành phố Hồ Chí Minh;
- Cờ thi đua của Ủy ban nhân dân Thành phố Hồ Chí Minh;
- Nhiều Bằng khen của các Bộ và các tỉnh thành Việt Nam...